# Torre do silêncio

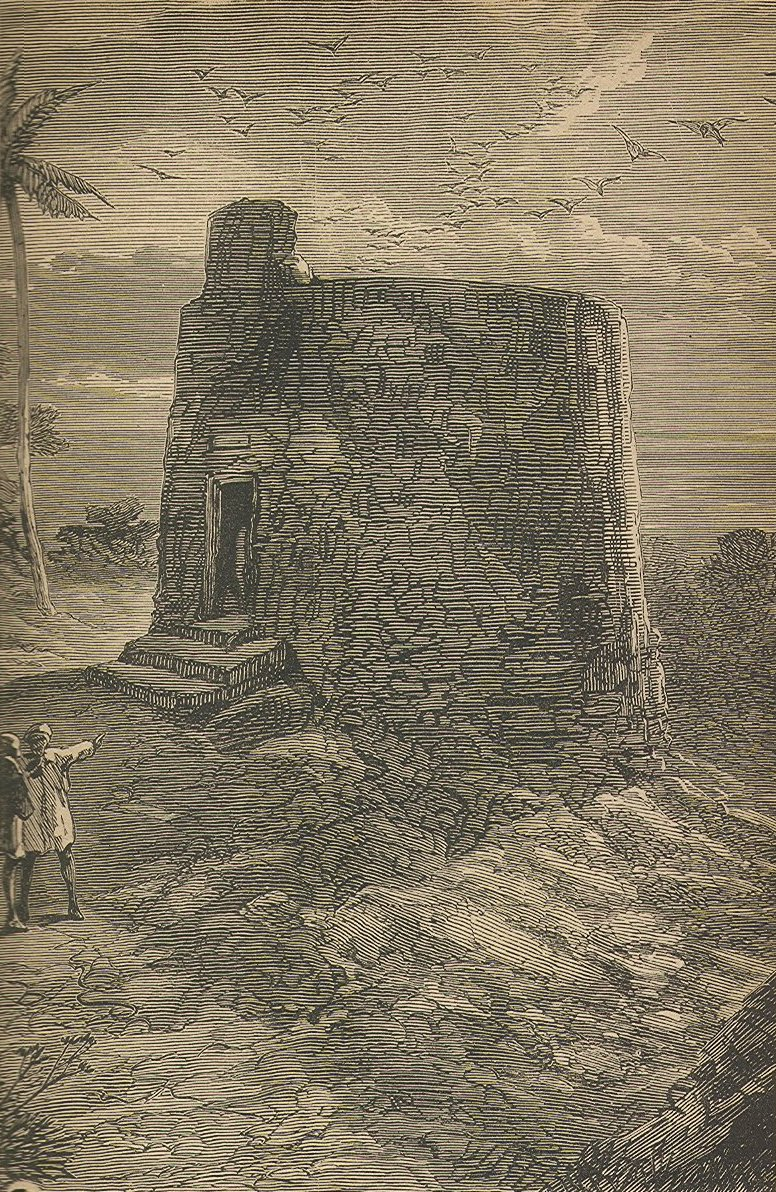
Uma gravura do final do século XIX ilustrando uma torre do silêncio em Mumbai, na Índia.

Uma torre do silêncio (em farsi دخمه, dakhmeh ou dakhmah) é uma construção em forma de torre que possui usos e simbologias funerárias para os adeptos do zoroastrismo.
Nessa religião, considera-se os cadáveres impuros, e para não violar a sacramentalidade da terra, recusam-se a enterrar ou cremar um corpo. Em vez disso, depositam o defunto no alto duma construção nas montanhas, onde os abutres vêm e devoram sua carne, após o que são exumados os ossos, e depois disso jogados num curso d'água para seguir direto em direção ao mar, não tocando assim o solo. Porém, esse costume está a  extinguir-se. No Irão, a pátria original do zoroastrismo, a derradeira Torre do Silêncio, a de Yazd, foi fechada recentemente, por falta de equipamento humano para mantê-la. Agora, se um zoroastriano morre sem antes deixar registrado oficialmente o desejo de ter seu corpo enviado para que cuidem dele na Índia, e a família não pague as despesas, não haverá para ele um funeral que esteja em conformidade com a sua fé. A última Torre do Silêncio ainda em actividade, é a de Mumbai, mas mesmo na Índia as comunidades zoroástricas têm encontrado dificuldades para seguir com seu ritual funerário tradicional, que é dispendioso e dificultado pela desaparição cada vez mais acelerada dos abutres. Teme-se que a Torre do Silêncio um dia suma da face da terra, e com ela a religião zoroastriana. Nos dias de hoje, a maioria dos zoroastrianos, sejam eles parsis (como são conhecidos na Índia) ou membros de comunidades zoroástricas do Irão, Paquistão, dos Estados Unidos, Reino Unido, Austrália e outros países, são cremados após morrer e suas cinzas jogadas ao mar.